# HH Волка
HH Волка (лат. HH Lupi) — одиночная переменная звезда в созвездии Волка на расстоянии (вычисленном из значения параллакса) приблизительно 31820 световых лет (около 9756 парсеков) от Солнца. Видимая звёздная величина звезды — от +14,7m до +12m.

## Характеристики
HH Волка — красная пульсирующая полуправильная переменная звезда (SR:) спектрального класса Me. Эффективная температура — около 3393 K.